# پتیوریا آلیاسی
پتیوریا آلیاسی (نام علمی: Petiveria alliacea) نام یک گونه از تیره سرخاب‌کولیان است.